# 動水力学説
動水力学説（どうすいりきがくせつ、Hydro dynamic theory）は、歯の象牙質の疼痛発現の原因となる刺激伝達を説明する仮説の１つ。同仮説の中で現在もっとも有力な説である。

## 概説
象牙質の中層から外層に神経線維が確認できない、発痛物質を象牙質に直接置いても痛みを生じない、という現象から象牙質内に神経分布があるという説（象牙細管内神経分布説）は否定的な意見が多い。では、何故象牙質が痛みを感じるのかという説明する仮説の１つが動水力学説で、1963年に提唱された。象牙質組織には象牙細管という細い管がたくさんあるが、その象牙細管内の組織液の流れが外来の刺激により変化し、それにより歯髄にある知覚神経が興奮、疼痛が発現するとする説である。虫歯や知覚過敏により象牙質が発痛する理由、甘味痛がおこる理由、冷水などの低度の刺激でも針で刺したような鋭い痛みが生じる理由などをすべて説明できる仮説であるが不明な部分もまだ多い説である。

## 機序（仮説）
象牙細管が開口した歯の表面に刺激が加えられると、 象牙細管内で組織液の流れが変化し、歯髄にある Aベータ線維やAデルタ線維の痛覚受容体への圧変化が生じる。これにより組織液の流れの変化が鋭い痛みとして知覚される。 組織液は温度や浸透圧により流れが変化する。例えば、虫歯の際、チョコレートを食べると歯がしみる甘味痛が生じるがこれはチョコレートに含まれるグルコースによって象牙質の外の浸透圧が高張となり、象牙細管内の組織液が外側に引っ張られるためである。

## この仮説に基づいた治療
虫歯や知覚過敏の痛みに対する治療は動水力学説に基づいて治療が
行われている。知覚過敏の際はカルシウム等の結晶物やレジンによって象牙細管口を塞ぐ処置が行われる。

## 関連
- 象牙質／歯髄
- う蝕／象牙質知覚過敏症
- 疼痛
- 仮説